# 퀸투스 소시우스 세네키오
퀸투스 소시우스 세네키오(Quintus Sosius Senecio, 활동기: 서기 1세기)는 로마의 원로원 의원으로, 도미티아누스와 트라야누스 등 황제들한테서 총애를 받았다. 황제들과의 친밀한 관계로, 그는 흔치 않은 영예인 두 차례 직권 집정관 직무를 누렸는데, 첫 번째는 아울루스 코르넬리우스 팔마 프론토니아누스를 동료 집정관으로 둔 99년에, 그리고 세 차례 집정관직을 수행 중이던 루키우스 리키니우스 수라를 동료 집정관로 두던 107년에였다.

## 생애
세네키오의 태생에 대해선 알려진 것이 없다. 그는 대상의 이름이 소실된 한 비문의 대상으로 여겨지는데, 이 비문에서 그의 쿠르수스 호노룸에 대해 전하고 있다. 비문 상에 기록된 가장 이른 시기의 직무는 비긴티비리를 구성하는 네 개 담당 부서 중 하나인 콰투오르비리 비아룸 쿠란다룸 (quattuorviri viarum curandarum)이었는데, 비긴티비리의 부서 중 한 곳의 지위는 로마 원로원으로 들어가는 입회 조건을 갖추기 위한 첫 발걸음으로써 필요했다.  그의 다음 기록된 직무는 원로원 속주였던 아카이아의 재무관이었으며 이 전통적인 공화정 시기의 정무관직을 완료하면서, 그는 원로원에 들어갔을 것이다. 이 비문은 트리부누스 밀리툼 때의 복무 기간에 대해서 전혀 언급을 하지 않았는데, John D. Grainger는 세네키오가 92년에 이아지게스족에 전멸당한 라팍스 제21군단에서 복무했을 것으로 추측했다. 그는 분명한 영예였던 호민관과 법무관 자리에 황제가 택한 후보였는데, 이 황제의 이름은 언급되지 않았지만 사후에 기록말살형에 처한 도미티아누스로 추측된다. 법무관 직위에 오른 뒤, 세네키오는 미네르비아 제1군단의 지휘권자인 레가투스 레기오니스로 임명되었다. 그 다음에 그는 96년부터 98년 기간 동안 갈리아 벨기카의 총독이자 레가투스 프로 프라이토레에 취임했다. 세네키오가 트라야누스에 대한 이른 지지를 보냈던 것이 이 총독 시절이었다.
세네키오는 99년에 직권 집정관이 되었다. 다키아 전쟁 기간, 그는 모이시아 인페리오르의 통치권을 맡았다. 그 후에 그는 나라의 비용으로 만든 조각상과 더불어 107년에 두 번째 집정관 책무를 얻었다.

## 상세한 개인사
세네키오는 문인 조직의 일원이었다. 소플리니우스는 보통 그와 동일시 여겨지는 ‘세네키오’라는 인물에 두 차례 서신을 보냈다. "이 해는 시인들이라는 유익한 수확물을 만들어냈다”라는 말로 시작되는 첫 번째 서신은 동시대 로마 문학의 정수에 있었다. 두 번째는 플리니우스의 친구  가이우스 칼비시우스 루푸스의 친척을 위한 트리부누스 밀리툼의 위임장을 요청에 관한 내용이었다. 플루타르코스 역시도 ‘플루타르코스 영웅전’ (테세우스 1, 데모스테네스 1, 브루투스 1)의 일부와 더불어 플루타르코스의 개인적인 ‘모랄리아’의 일부 (Quaestiones conviviales와 Quomodo quis suos in virtute sentiat profectus)를 세네키오에게 보내기도 했다. 여기에는 아테네, 파트라, 로마 그리고 플루타르코스의 고향인 보이티아에서 플루타르코스와 세네키오의 대화에 관한 회고를 담고 있으며, 보이티아에서 세네키오는 플루타르코스의 아들의 결혼식에 왔었다.
세네키오는 삼선 집정관 출신 섹스투스 율리우스 프론티누스(97, 98, 100년)의 딸과 혼인했다. 부부 사이에 소시아 폴라라는 딸이 있었는데, 그녀는 퀸투스 폼페이우스 팔코와 혼인했다.

## 추가 참고 서적
- Prosopographia Imperii Romani S² 777
- Puech, Bernadette. "Prosopographie des amis de Plutarque" in ANRW II.33.6 (1992), 4883.

| 공직                                                                                               | 공직                                                                          | 공직                                                                                   |
| -------------------------------------------------------------------------------------------------- | ----------------------------------------------------------------------------- | -------------------------------------------------------------------------------------- |
| 이전 퀸투스 풀비우스 길로 비티우스 프로쿨루스, 푸블리우스 율리우스 루푸스 (보좌 집정관)            | 로마 제국의 집정관 99년 with 아울루스 코르넬리우스 팔마 프론토니아누스        | 이후 푸블리우스 술피키우스 루크레티우스 바르바, 세네키오 멤미우스 아페르 (보좌 집정관) |
| 이전 루키우스 미니키우스 나탈리스, 퀸투스 리키니우스 실바누스 그라니아누스 콰드로니우스 프로쿨루스 | 로마 제국의 집정관 107년 with 루키우스 리키니우스 수라 3선, 아킬리우스 루푸스 | 이후 가이우스 미니키우스 푼다누스, 티투스 베텐니우스 세베루스                          |